# Hiding Out
Hiding Out ist ein Jazzalbum von Mike Holober und dem 17-köpfigen Gotham Jazz Orchestra. Die Aufnahmen entstanden 2018 in New York City; das Album erschien am 9. August 2019 auf dem Label Zoho Music LLC.

## Hintergrund
Holober hatte zuvor in einer Reihe von Besetzungen von Solo-, Duo-, Quintett-Formaten und mit größeren Ensembles gearbeitet. Mit seinem Gotham Jazz Orchestra hatte er beide Alben Thought Trains (Sons of Sound Records, 2004) und Quake (Sunnyside Records, 2009) eingespielt, die neben Coverversionen auch Originalkompositionen Holobers enthielten. Für Hiding Out schrieb Holober das gesamte Material mit einer Ausnahme, zwei Takes einer Komposition von Antonio Carlos Jobim. Verschiedene Musiker gehören sowohl zum Orchester von Holober als auch dem von Maria Schneider; hierzu gehören der Trompeter Tony Kadleck und die Saxophonisten Charles Pillow und Tim Ries. Andere Musiker sind Mitglieder des Pete McGuinness’ Jazz Orchestra, dessen Bandleader in der Suite „Flow“ mitwirkte. Solisten sind der Gitarrist Steve Cardenas, der Trompeter Marvin Stamm, die Saxophonisten Jon Gordon und Jason Rigby sowie Holober selbst.
Das Album beginnt mit dem 13-minütigen „Jumble“, mit Holober auf dem Fender Rhodes, Jon Gordon und Gitarrist Jesse Lewis als Solisten. Die anschließende „Flow“-Suite war eine Auftragskomposition für das Westchester Jazz Orchestra, das Holober zuvor sechs Jahre geleitet hatte. Es thematisiert die Schönheit des unteren Tals des Hudson River. Die folgende Suite „Hiding Out“ ist eine Auftragskomposition des Philadelphia Museum of Art, beeinflusst von der Wildnis von Wyoming. Das Album endet mit Jobims „Caminhos Cruzados“, ein Feature für die lyrische Trompete von Marvin Stamm.

## Besetzung
Mike Holober: Leitung, Piano, Fender Rhodes; Billy Drewes: Altsaxophon, Sopransaxophon, Flöte (Disc 1: 2-5); Jon Gordon: Altsaxophon, Sopransaxophon (Disc 1: 1; Disc 2: 1-5); Dave Pietro: Altsaxophon, Sopransaxophon, Flöte, Piccoloflöte (Disc 1: 1; Disc 2: 1-7); Ben Kono: Altsaxophon, Sopransaxophon, Flöte, Klarinette, Piccoloflöte, Trillerpfeife (Disc 1: 2-5; Disc 2: 6,7); Adam Kolker: Tenorsaxophon, Flöte, Altfluöte, Klarinette; Jason Rigby: Tenorsaxophon, Flöte, Klarinette (Disc 1: 2-5); Charles Pillow: Tenorsaxophon, Flöte, Klarinette, Altflöte (Disc 1: 1; Disc 2: 1-5); Steve Kenyon – Baritonsaxophon, Bassklarinette (Disc 1: 1; Disc 2: 1-5); Carl Maraghi – Baritonsaxophon, Bassklarinette (Disc 1: 2-5; Disc 2: 6,7); Tony Kadleck: Trompete, Flügelhorn; Liesl Whitaker: Trompete, Flügelhorn; Scott Wendholt: Trompete, Flügelhorn; James de LaGarza: Trompete, Flügelhorn (Disc 1: 1-3, 5); Marvin Stamm: Trompete, Flügelhorn (Disc 1:3; Disc 2: 1-7); Tim Albright: Posaune; Mark Patterson: Posaune (Disc 1:1-5; Disc 2: 6, 7); Alan Ferber: Posaune (Disc 1:1-5; Disc 2: 6, 7); Bruce Eidem: Posaune (Disc 2: 1-5); Pete McGuinness: Posaune (Disc 1: 2-5); Nathan Durham: Posaune; Steve Cardenas: Gitarre (Disc 2: 1-5); Jesse Lewis: Gitarre (Disc 1:1; Disc 2: 6, 7); Jay Azzolina: Gitarre (Disc 1: 2-5); John Hébert: Kontrabass; Mark Ferber: Schlagzeug (Disc 2: 1-7); Jared Schonig: Schlagzeug (Disc 1: 1-5); Rogerio Boccato: Schlagzeug, Perkussion (Disc 1:1; Disc 2: 1-7).

## Titelliste

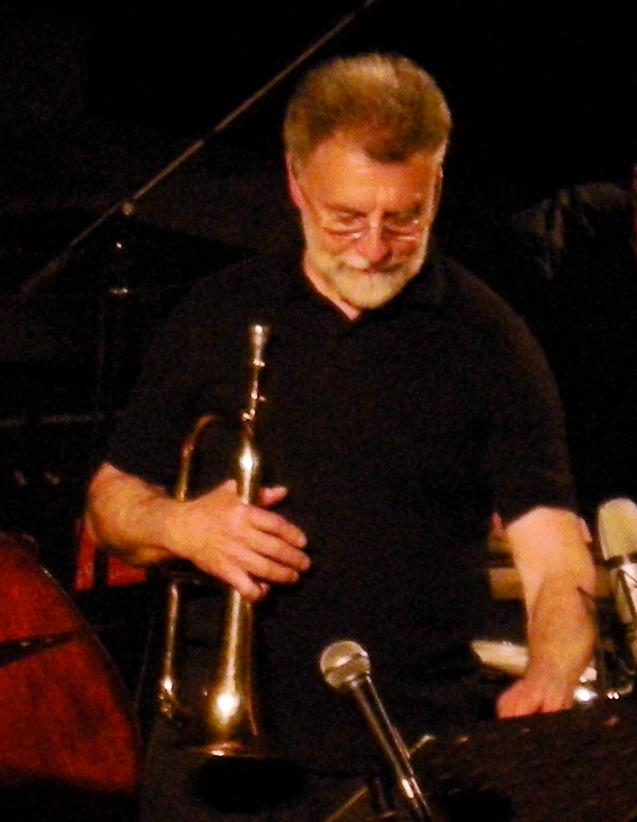
Marvin Stamm

Mike Holober and the Gotham Jazz Orchestra: Hiding Out
CD 1:
1. Jumble 13:49
2. Flow: Movement 1: Tear of the Clouds 14:07
3. Movement 2: Opalescence 11:02
4. Movement 3: Interlude 1:49
5. Movement 4: Harlem. 14:41

CD 2:
1. Hiding Out: Movement 1: Prelude 3:03
2. Movement 2: Compelled 10:14
3. Movement 3: Four Haiku 2:17
4. Movement 4: Interlude 2:05
5. Movement 5: It Was Just the Wind 18:30
6. Caminhos Cruzados 7:54
7. Caminhos Cruzados (Radio Edit) 6:29

## Rezeption

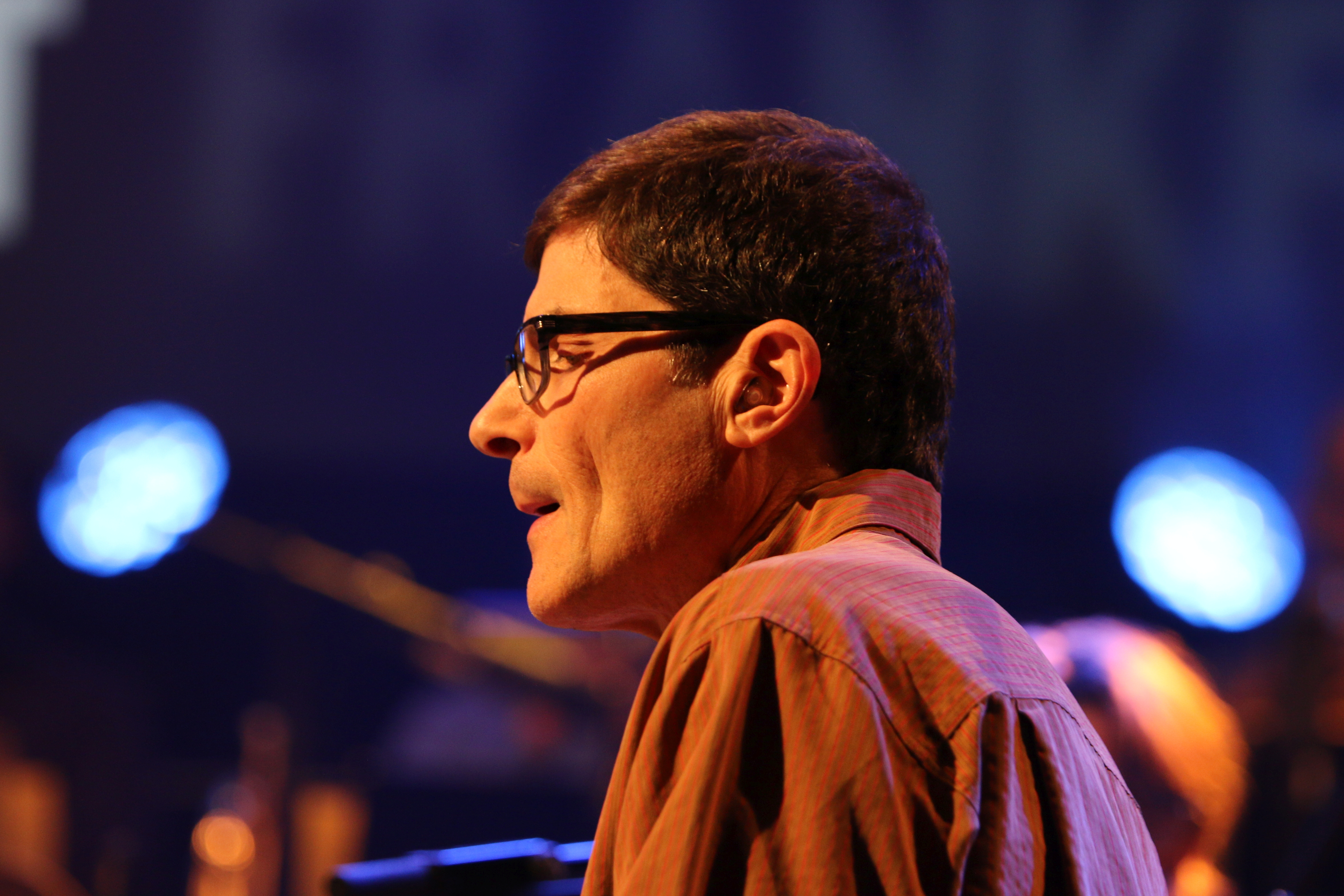
Mike Holober mit der Hr-Bigband auf dem Deutschen Jazzfestival 2015

Das Album erhielt Ende 2019 eine Grammy-Nominierung in der Kategorie Best Large Jazz Ensemble Album.
Karl Ackermann (All About Jazz) schrieb, „Hiding Out ist eine Hommage an die Natur und an diejenigen, die sie erforschen, bewahren und schätzen. Holober malt ein Bild, das weder Tsunamis noch Wirbelstürme erfordert. Dabei stützt er sich auf den natürlichen Fluss der alltäglichen Ereignisse und ist vernünftig und raffiniert. Wie es sich gehört, hat die Musik das organische Gefühl, das Hoboler mit seinem Quintett auf Canyon (Sons of Sound, 2003) erfolgreich erkundet hat. Seine Weltanschauung ist geprägt von reichen Erfahrungen als Umweltaktivist, Jazzbotschafter des US-Außenministeriums und einer fortlaufenden Rolle als Jazzprofessor am New Yorker City College. In Hiding Out komponiert Holober unter dem Einfluss dessen, was er am besten kennt - Musik und Natur.“
Nigel Jarrett schrieb im Jazz Journal, „Flow“ zeige eine Reise den Hudson hinunter in Richtung Harlem, aber Holober setzt keinen Moloch frei. Er beschreibe mit Teilen des Orchesters und ohne Eile die natürliche Welt flussaufwärts von Manhattan. Nur die Breite der Appalachen0 ist der Anlass, seine Bataillone freizulassen. Ein Zwischenspiel mit dem Holzbläser Ben Kono auf der Trillerpfeife geht in den letzten Satz von Harlem über. Billy Drewes (Altsaxophon), Scott Wendholt (Trompete) und Holober (Piano) führen den Weg nach Hause. Im fünfteiligen Hiding Out werde so viel von dem malerischen widergespiegelt, wie Holobers Talent zum Nachdenken, die lebendige Darstellung und der Kontrast des Timbres erlauben. Seine Solisten (darunter der Gitarrist Steve Cardenas, Jon Gordon am Altsaxophon und Adam Kolker am Tenor), deren Virtuosität eher en passant auf sich aufmerksam macht, passen erneut gut. Wenn es um einen Vergleich mit Duke Ellington und Gil Evans geht, kann Holober das Potenzial seiner Truppe ausschöpfen.
Nach Ansicht von Ed Enright (Down Beat) hat Holober mit der Veröffentlichung „dieses lang erwarteten, epischen Werks der heutigen Jazzszene eine tiefgreifende künstlerische Vision verliehen und sein Ansehen als einer der besten modernen Komponisten/Arrangeure unserer Zeit in der Tradition von Gil Evans, Bob Brookmeyer und Jim McNeely bestätigt.“